# Кремперхайде
Кремперхайде (нем. Kremperheide) — община в Германии, в земле Шлезвиг-Гольштейн. 
Входит в состав района Штайнбург. Подчиняется управлению Кремпермарш.  Население составляет 2485 человек (на 31 декабря 2010 года). Занимает площадь 3,98 км².